# Jüdischer Friedhof (Eckartshausen)
Der Jüdische Friedhof Eckartshausen ist ein Friedhof in Eckartshausen, einem Stadtteil von Büdingen im Wetteraukreis in Hessen.
Der 1844 m² große  jüdische Friedhof liegt südwestlich des Ortes am nördlichen Waldrand. Auf ihm befinden sich 87 Grabsteine. 

## Geschichte
Der Friedhof wurde  in der ersten Hälfte des 19. Jahrhunderts angelegt. 1877/78 wurde er erweitert. Er war auch Begräbnisstätte für die jüdischen Gemeinden in Altwiedermus, Langen-Bergheim und Himbach. 18 Grabsteine stammen aus der Zeit von 1849 bis 1863, die übrigen 69 aus der Zeit ab 1863.